# Pantalera
La pantalera, o pallapugno alla pantalera (dal termine piemontese pantalera), è una variante della pallapugno. È praticato nel sud del Piemonte (Alba, Cortemilia, Feisoglio, Gorzegno, Monesiglio, Murialdo, Niella Belbo) e nel nord della Liguria, generalmente nelle piazze centrali dei paesi. 
La differenza principale rispetto alla pallapugno è il servizio: la palla non viene colpita dal battitore con un pugno, ma lanciata in modo da rimbalzare su una piccola tettoia obliqua appoggiata al muro e sollevata di circa due metri da terra. 
Da questo in poi il gioco si svolge come nella pallapugno, ma con la disputa di sole due cacce. Il giocatore che lancia la palla sulla pantalera viene detto campau o battitore.
La differenza nel regolamento riduce l'importanza della forza fisica e permette talvolta ai giocatori anziani ma molto esperti di prevalere su quelli più giovani, sfruttando i rimbalzi imprevedibili che la palla può avere sulla pantalera o contro i tetti, le pareti e i balconi delle case.
La pantalera è la versione più tradizionale del pallone elastico, potendo essere giocata anche negli spazi ristretti tra le case e non richiedendo un terreno di gioco apposito all'interno di uno sferisterio.